# سانت‌آلسیو سیکولو
سانت‌آلسیو سیکولو (به ایتالیایی: Sant'Alessio Siculo) یک کومونه در ایتالیا است که در استان مسینا واقع شده‌است. سانت‌آلسیو سیکولو ۶٫۲ کیلومتر مربع مساحت و ۱٬۳۳۵ نفر جمعیت دارد.